# ویلیام آندرس
ویلیام آندرس (انگلیسی: William Alison Anders؛ ۱۷ اکتبر ۱۹۳۳ – ۷ ژوئن ۲۰۲۴) فضانورد اهل ایالات متحده آمریکا بود که در هنگ کنگ بریتانیا زاده شد. وی در مأموریت آپولو ۸ حضور داشت و به خاطر نخستین عکس رنگی از زمین که از فضا گرفته، شناخته می‌شود. آندرس ۷ ژوئن ۲۰۲۴ در یک سانحه هوایی در نزدیکی جزایر سن خوان در ایالت واشینگتن کشته شد.

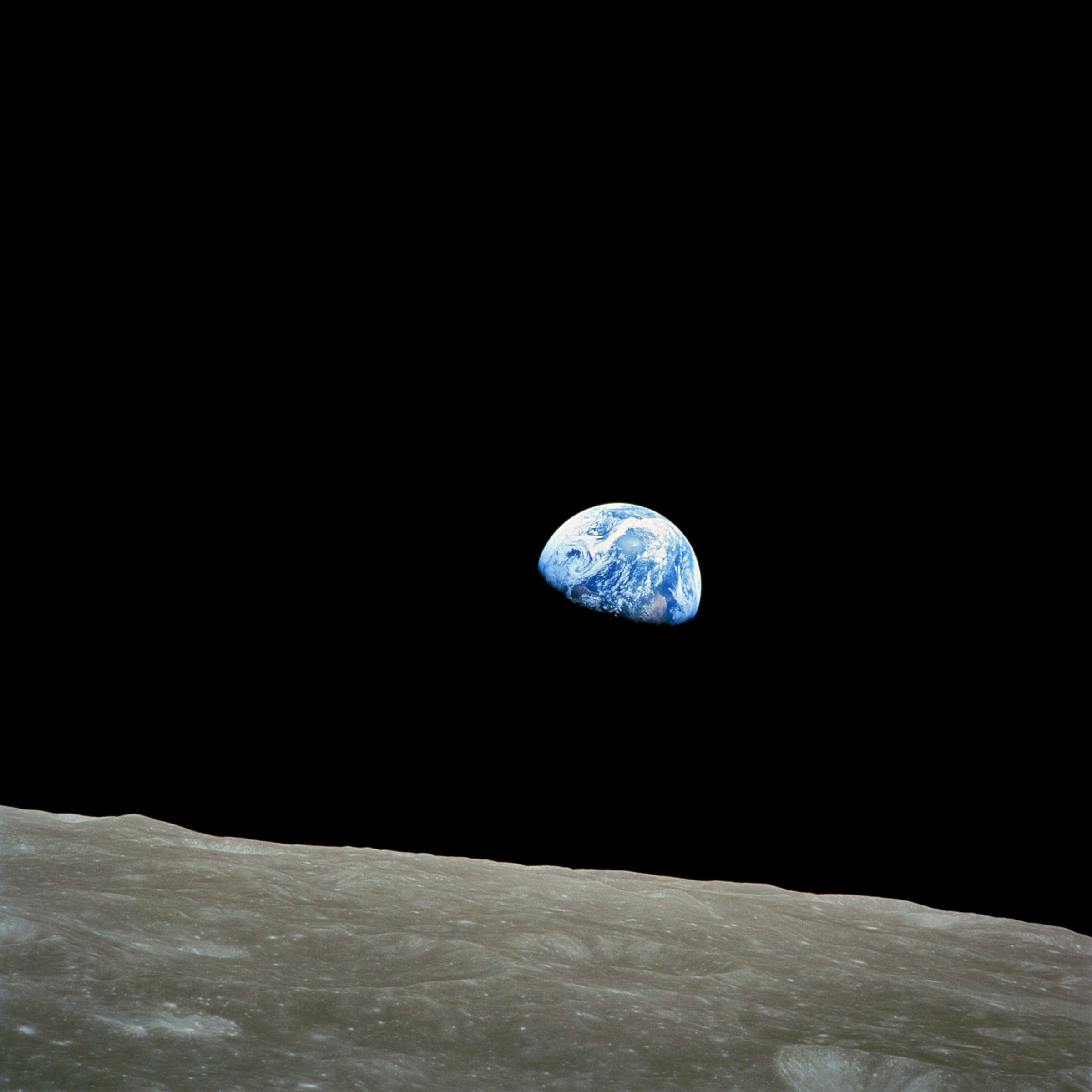
نگاره طلوع زمین که در ۲۴ دسامبر ۱۹۶۸ گرفته شده است.